# Vallée d'Amarí
La vallée d'Amarí est une vallée fertile, située sur les contreforts du mont Ida et du mont Kédros, sur l'île de Crète, en Grèce. 
Elle est connue comme un lieu de résistance aux Allemands pendant la bataille de Crète et l'occupation allemande. Après l'enlèvement du général Heinrich Kreipe, les Allemands ont détruit un certain nombre de villages dans la région, tuant un grand nombre de leurs habitants.

## Source de la traduction
- (en) Cet article est partiellement ou en totalité issu de l’article de Wikipédia en anglais intitulé « Amari Valley » (voir la liste des auteurs).